# Forget Me Not (nummer)
"Forget Me Not" is een nummer uitgebracht door de Amerikaanse meidengroep Martha Reeves & The Vandellas. Hoewel het nummer niet uitgebracht werd als single, haalde het zowel de Amerikaanse als de Britse poplijsten. De R&B-lijst werd echter niet bereikt. In de Verenigde Staten was het nummer met een 93e plaats weinig betekenisvol. In het Verenigd Koninkrijk daarentegen werd het de op een na grootste hit die de Martha Reeves & The Vandellas daar zouden hebben. Alleen "Dancing in the Street" deed het er beter. "Forget Me Not" haalde de 11e plaats op de Britse poplijst.
"Forget Me Not" was de B-kant van het nummer "I Promise to Wait My Love" en verscheen net zoals de A-kant op het album "Ridin' High". Ook werd dit nummer, net als bijvoorbeeld "Honey Chile" en "Love Bug Leave My Heart Alone", geschreven door Richard Morris in samenwerking met Sylvia Moy. De eerstgenoemde produceerde het nummer. Net zoals "I Promise to Wait My Love" was er een link te leggen tussen de tekst van het nummer en de Vietnamoorlog. Zelfs de instrumentatie had veel te maken met het leger. Zo begint het nummer met tromgeroffel en een legertrompet.
In tegenstelling tot bijna alle andere nummers van Martha Reeves & The Vandellas waren het niet de toenmalige vaste achtergrondzangeressen, Lois Reeves en Rosalind Ashford, die de achtergrondzang verzorgden. Net zoals bij bijvoorbeeld "My Baby Loves Me" waren het The Andantes die als achtergrondzangeressen fungeerden. The Andantes was een achtergrondzanggroep van Motown die ook op opnames van bijvoorbeeld  Marvin Gaye en de Four Tops te horen was.

## Bezetting
- Leadzang: Martha Reeves
- Achtergrond: The Andantes
- Instrumentatie: The Funk Brothers
- Schrijvers: Richard Morris en Sylvia Moy
- Producer: Richard Morris